# Заболотье (Калинковичский район)
Заболотье (бел. Забалоцце) — деревня в Озаричском сельсовете Калинковичского района Гомельской области Белоруссии.

## География

### Расположение
В 51 км на север от Калинкович, 10 км от железнодорожного разъезда Плудим (на линии Жлобин — Калинковичи), 164 км от Гомеля.

### Гидрография
На юге мелиоративные каналы.

## Транспортная сеть
Транспортные связи по просёлочной, затем автомобильной дороге Калинковичи — Бобруйск. Планировка состоит из короткой меридиональной улицы, на юге небольшой обособленный участок застройки (бывший хутор Остров). Жилые дома деревянные, усадебного типа.

## История
Основана в XIX веке. В 1875 году в фольварке начала работу винокурня дворянина К. А. Володько. В 1908 году фольварк в Озаричской волости Бобруйского уезда Минской губернии. Наиболее активное заселение приходится на 1920-е годы. В 1931 году жители вступили в колхоз. Во время Великой Отечественной войны в январе 1944 года оккупанты полностью сожгли деревню и убили 18 жителей. На фронте и в партизанской борьбе погиб 21 житель. В 1944 году к деревне присоединён хутор Остров. Согласно переписи 1959 года в составе совхоза „Озаричи“ (центр — деревня Озаричи).

## Население
- 1908 год — 7 жителей.
- 1940 год — 27 дворов, 110 жителей.
- 1959 год — 138 жителей (согласно переписи).
- 2004 год — 10 хозяйств, 12 жителей.